# Потчовек
Потчовек (нем. Untermensch; множина: Untermenschen) је нацистички израз за неаријевске „инфериорне људе“ који су често називани „маса са Истока“, односно Јевреји, Роми и Словени (Пољаци, Срби, Украјинци и Руси). Термин се такође примењивао на мешовите расе и црнце. Јевреји, Пољаци и Роми, заједно са онима са физичким и менталним хендикепом, као и хомосексуалци и политички дисиденти требало је да буду истребљени у Холокаусту. Према Генералном плану Ост, словенско становништво источне и централне Европе требало је делимично да се смањи масовним убиствима у Холокаусту, при чему је већина протерана у Азију и коришћена као ропски рад у Рајху. Ови концепти су били важан део нацистичке расне политике.

## Етимологија
Раширено је мишљење да су термин „потчовек“ сковали нацисти, али ово уверење је нетачно јер је термин „потчовек“ први употребио амерички писац и члан Кју-клукс-клана Лотроп Стодард у наслову своје књиге из 1922. Побуна против цивилизације: претња под-човека. Стодард примењује термин на оне за које сматра да нису у стању да функционишу у цивилизацији, што генерално (али не у потпуности) приписује раси. Нацисти су га касније преузели из наслова немачког издања књиге Der Kulturumsturz: Die Drohung des Untermenschen (1925).
Немачка реч Untermensch коришћена је у ранијим периодима, али није коришћена у расном смислу, на пример, коришћена је у роману из 1899. Теодора Фонтанеа. Водећи нациста који је Стодарду приписао концепт источноевропског „потчовека“ био је Алфред Розенберг који је, позивајући се на руске комунисте, написао у свом Der Mythus des zwanzigsten Jahrhunderts (1930) да је „ово врста људског бића коју Лотроп Стодард је назвао 'Untermensch'". Цитирајући Стодарда: „Потчовек је човек који мери према стандардима капацитета и прилагодљивости које намеће друштвени поредак у којем живи“.
Могуће је да је Стодард конструисао свог „потчовека“ као супротност концепту Übermensch (надчовека) Фридриха Ничеа. Стодард то не каже експлицитно, али се критички осврће на идеју „надчовека“ на крају своје књиге (стр. 262). Чини се да су игре речи са Ничеовим термином коришћене у више наврата још у 19. веку, због немачке језичке особине да је у стању да комбинује префиксе и корене скоро по вољи како би се створиле нове речи. На пример, немачки писац Теодор Фонтане супротставља пар речи Übermensch /Untermensch у 33. поглављу свог романа Der Stechlin. Ниче је бар једном употребио Untermensch за разлику од Übermensch у Die fröhliche Wissenschaft (1882). Ранији примери Untermensch укључују романтичара Жан Пол који је користио термин у свом роману Hesperus (1795) у вези са орангутаном (поглавље „8. Hundposttag").

## Нацистичка пропаганда и политика
У говору који је одржао у баварском регионалном парламенту 1927. године, нацистички пропагандиста Јулијус Штрајхер, издавач Јуришника, користио је термин Untermensch који се односи на комунисте Немачке Баварске Совјетске Републике.
Нацисти су више пута користили термин Untermenschу писмима и говорима које су упућивали против Јевреја, а најозлоглашенији пример њих је била СС публикација из 1942. под насловом Der Untermensch, која садржи антисемитску тираду која се понекад сматра изводом из говор Хајнриха Химлера.
У свом говору „ Weltgefahr des Bolschewismus“ („Светска опасност од бољшевизма“) из 1936. године, Јозеф Гебелс је рекао да „подљуди постоје у сваком народу као средство за дизање теста“. На конгресном скупу нацистичке партије 1935. у Нирнбергу, Гебелс је такође изјавио да је „бољшевизам објава рата међународних подљуди предвођених Јеврејима против културе“.
Још један пример употребе термина Untermensch, овога пута у вези са антисовјетском пропагандом, је брошура под насловом „ DerUntermensch “, коју је уредио Химлер и дистрибуирала Централа за расе и насеља. СС-Оберстурмфухрер Лудвиг Просхолдт, Јуп Даехлер и СС-Хауптамт-Шулунгсамт Коениг су повезани са његовом производњом. Објављен 1942. године након почетка операције Барбароса, немачке инвазије на Совјетски Савез, дугачак је око 50 страница и највећим делом се састоји од фотографија које приказују непријатеља на крајње негативан начин. На немачком језику штампано је 3.860.995 примерака. Превођен је на грчки, француски, холандски, дански, бугарски, мађарски, чешки и још седам језика. У памфлету пише да је потчовек највећи непријатељ људској врсти на планети Земљи. "Ово ужасно створење је само делом људско биће. Иако изгледом личи на човека, ово биће је испод човека на спиритуалном и психолошком нивоу. У потчовеку чуче дивље жеље и необуздане страсти и невероватна жеља да уништава. Потчовек је испуњен примитивним жељама и хаосом. То је потчовек и ништа више." 

## Подљудски типови
Нацисти су поделили људе које су сматрали подљудима у различите типове; приоритет су давали истребљивању Јевреја и експлоатацији других као робова.
Историчар Роберт Јан ван Пелт пише да је за нацисте „то био само мали корак ка реторици која је сукобљавала европског човека са совјетским Untermensch-ом, што вероватно био Рус у канџама јеврејског бољшевизма“.
Untermensch концепт је укључивао Јевреје, Роме и Синти (Цигане) и словенске народе попут Пољака, Срба и Руса. Словени су сматрани Untermenschen, једва способним за експлоатацију као робови. Хитлер и Гебелс су их упоређивали са „зечјом породицом“ или „чврстим животињама“ које су биле „беспослене“ и „неорганизоване“ и шириле се попут „таласа прљавштине“. Међутим, за неке међу Словенима који су случајно имали нордијске расне карактеристике сматрало се да имају далеко германско порекло што је значило делимично „аријевско“ порекло, а ако су млађи од 10 година, требало је да буду германизовани.
Нацисти су били крајње презриви према Словенима, јер су чак и пре Другог светског рата Словени, посебно Пољаци, сматрани инфериорним у односу на Немце и друге Аријевце. Након што је Адолф Хитлер стекао политичку власт у Немачкој, концепт неаријевског „подљудског робовског материјала“ је развијен и почео да се користи и према другим словенским народима. Пољаци и Срби били су на дну словенске „расне хијерархије“ коју су успоставили нацисти. Убрзо након што је Споразум Молотов-Рибентроп истекао, Руси су такође почели да се доживљавају као „подљуди“. Слично, Белоруси, Чеси, Словаци и Украјинци сматрани су инфериорним. Без обзира на то, било је Словена као што су Бошњаци, Бугари и Хрвати који су сарађивали са нацистичком Немачком за које се још увек сматрало да нису довољно расно „чисти“ да би достигли статус германских народа, али су на крају сматрани етнички бољим од других Словена, углавном због теорија о томе да ови народи имају минималну количину словенских гена и знатне примесе германске и турске крви.
Да би склопили стратешки савез са Независном Државом Хрватском, марионетском државом створеном након инвазије на Југославију и Краљевину Бугарску, нацисти су одступили од строгог тумачења своје расне идеологије, а Хрвати су званично описани као „више германски него Словени", идеју коју је подржавао хрватски фашистички (усташки) диктатор Анте Павелић који је тврдио да су "Хрвати потомци старих Гота" и да су им "панславенску идеју наметнули као нешто вештачко". Међутим, нацисти су наставили да класификују Хрвате као "подљуде" упркос савезу. Хитлер је Бугаре такође сматрао „туркменским“ пореклом.
Док су нацисти били недоследни у спровођењу своје политикем на пример, углавном примењујући Коначно решење док су истовремено спроводили Генералплан Ост, број демоцидних жртава био је у распону од десетина милиона жртава. Повезан је са концептом „живота недостојног живота“, конкретнијим термином који се првобитно односио на тешке инвалиде који су невољно еутаназирани у акцији Т4, а на крају је примењен на истребљење Јевреја. Та политика еутаназије званично је почела 1. септембра 1939. године када је Хитлер потписао едикт о томе, а угљен моноксид је први пут коришћен за убиство пацијената са инвалидитетом. Исти гас је коришћен у логорима смрти као што је Треблинка, иако су користили издувне гасове мотора да би постигли исти циљ. У директиви бр. 1306 Рајха Министарства за јавно просвећивање и пропаганду од 24. октобра 1939. године, термин „Untermensch“ се користи у односу на пољску етничку припадност и културу, такође се говори о томе да Јевреји, Пољаци и Роми треба да се третирају на исти начин.
На часовима биологије у школама нацистичке Немачке учили су се о разликама између расе нордијских немачких „Übermenschen“ и „неплеменитих“ јеврејских и словенских „подљуди“. Став да су Словени подљуди био је раширен међу немачким масама и углавном се односио на Пољаке. Наставио је да наилази на подршку и након рата.
Током рата, нацистичка пропаганда је упућивала официрима Вермахта да кажу својим војницима да гађају људе које је сматрала „јеврејским бољшевичким подљудима“, а такође је навела да се рат у Совјетском Савезу води између Немаца и Јевреја, Рома и Словена Untermenschen.
Током Варшавског устанка, Химлер је наредио уништење варшавског гета јер је према њему омогућио „животни простор“ за 500.000 подљуди.
Као прагматичан начин решавања недостатка војног људства, нацисти су користили војнике из неких словенских земаља, пре свега из Рајхових савезника Хрватске и Словачке , као и са окупираних територија. Концепт да су Словени посебно Untermenschen служио је политичким циљевима нациста; коришћен је да оправда њихову експанзионистичку политику и посебно њихову агресију на Пољску и Совјетски Савез у циљу постизања Лебенсраума, посебно у Украјини. Рани планови Немачког Рајха предвиђали су етничко чишћење и елиминацију око 50 милиона људи, који нису сматрани способнима за германизацију, са територија које је желео да освоји у Европи; украјинска црница је сматрана посебно пожељном зоном за колонизацију од стране Херенволка.